# بيل والترز
بيل والترز هو شخصية أعمال ومحامي وسياسي أمريكي، ولد في 17 أبريل 1943، وتوفي في 5 مارس 2013. نشط حزبياً في الحزب الجمهوري والحزب الديمقراطي. وقد انتخب عضو مجلس ولاية أركنساس ‏.